# Uti bôgda
Uti bôgda är en TV-serie i regi av Jon Lönn med manus av Andreas Magnusson, Jon Lönn och Jan-Erik Ullström som hade premiär 28 oktober 2016 i SVT1. En andra säsong hade premiär under hösten 2017, och en tredje säsong hade premiär våren 2018.
Serien är en komedi om Lena som driver ett bed & breakfastställe någonstans på Västgötaslätten. Äldsta sonen Jan-Erik är hemma över sommaren för att hjälpa till, men får sitt tålamod hårt prövat av sina påhittiga men inte så smarta bröder Åke och Håkan. Serien spelades in runt Vinninga och Husaby sommaren 2016 och 2017.
Bakom serien ligger humorkollektivet Kass humor som grundades av Jon Lönn och Andreas Magnusson våren 2010. Kass humor har gjort "Västgötanytt" på Youtube, nyhetssändningar på bred skaraborgska med runt en halv miljon visningar per avsnitt. År 2014 blev Kass humor tilldelat det första Robert Gustafsson-stipendiet.

## Inspelningsplatser
Den lokala puben är Lindärva gårdspub i Lindärva. Kyrkscenerna är inspelade i och runt Lindärva kyrka. Byggnaden där det lokala nyhetsankaret vikarierar som svensklärare är Sävare gamla folkskola och scenerna från vandrarhemmet och smedjan är inspelat vid Husaby Furuborg. Bygdegårdsscenerna, till exempel speeddating och kyrkovalet, är inspelade i Hasslösa bygdegård. Lanthandeln är ICA-affären i Vinninga. Miljöbilden i vinjetten till varje avsnitt är tagen väster om Hangelösa riktning österut.

## Avsnitt

### Säsong 1
Serien visades i fyra delar i SVT1 fredagar 23:00–23:30 med repriser i SVT1 och SVT24.
- Avsnitt 1 (28 oktober 2016).[2] Tittare: 288 000[5]
- Avsnitt 2 (4 november 2016).[6] Tittare:  339 000[5]
- Avsnitt 3 (11 november 2016).[7] Tittare:  221 000[5]
- Avsnitt 4 (25 november 2016). Tittare: 223 000[5]

Serien visades parallellt på SVT Play, då i åtta avsnitt om 15 minuter, där serien efter en månad hade haft över en halv miljon visningar och återfanns under vinjetten Populärast.

### Säsong 2
- Avsnitt 1 (19 oktober 2017).[9]
- Avsnitt 2 (26 oktober 2017).
- Avsnitt 3 (2 november 2017).
- Avsnitt 4 (9 november 2017).
- Avsnitt 5 (16 november 2017).
- Avsnitt 6 (23 november 2017).
- Avsnitt 7 (30 november 2017).
- Avsnitt 8 (7 december 2017).

Serien visades även i SVT1 från 17 november.

### Säsong 3
- Avsnitt 1 (1 mars 2018).
- Avsnitt 2 (8 mars 2018).
- Avsnitt 3 (15 mars 2018).
- Avsnitt 4 (22 mars 2018).
- Avsnitt 5 (29 mars 2018).
- Avsnitt 6 (5 april 2018).
- Avsnitt 7 (12 april 2018).
- Avsnitt 8 (19 april 2018).

## Rollista i urval
- Lena - Ingegärd Samuelsson[10]
- Åke - Jerry Gustavsson[11]
- Håkan - Andreas Magnusson[1]
- Jan-Erik - Jon Lönn[1]
- Hasse Nilsson - Simon Andersson[11]
- Malin Nilsson - Ida Karolin Johansson[12]
- Prästen - Bill Granath[11]
- Bosse Bärkasse - Joakim Eriksson[11]
- Smeden - Fredrik Thieme[11]
- Mormor - Karin Lundberg[13]
- Militärläkaren - Peter Malmberg
- Tuva - Ida Nordquist